# Предприятие с иностранными инвестициями
Предприятие с иностранными инвестициями (ПИИ) - предприятие, обладающее статусом юридического лица, любой организационно-правовой формы, предусмотренной действующим законодательством, в котором нерезиденту (инвестору) принадлежит не менее 10% доли участия (акций - в акционерном обществе) в уставном капитале . Норма в 10% установлена международными организациями условно в целях учёта движения прямых инвестиций.
Предприятия, капитал которых частично принадлежит иностранным инвесторам, а частично — национальным организациям  стали создаваться в Советском Союзе еще в 1987 году. Тогда они назывались совместные предприятия и рассматривались как особый структурный тип предприятия. После распада СССР в действовавшем в Российской федерации Законе РСФСР «О предприятиях и предпринимательской деятельности» совместные предприятия не выделялись в отдельную организационно-правовую форму. Позднее в Федеральном законе от 9 июля 1999 года № 160-ФЗ «Об иностранных инвестициях в Российской Федерации» (Закон об иностранных инвестициях) был введён термин предприятие с иностранными инвестициями и было установлено, что ПИИ на территории Российской Федерации действуют в форме акционерных обществ и других хозяйственных обществ и товариществ . 
В  Законе об иностранных инвестициях предусматривается, что правовой режим деятельности иностранных инвесторов и коммерческих организаций с иностранными инвестициями не может быть менее благоприятным, чем правовой режим деятельности российских инвесторов, за исключениями, которые могут быть установлены федеральными законами.
Предприятие с иностранными инвестициями может быть создано :
- Путём его учреждения,
- В результате приобретения иностранным инвестором доли участия (пая, акций) в ранее учрежденном предприятии без иностранных инвестиций или приобретения такого предприятия полностью.

## Порядок регистрации предприятий с иностранными инвестициями
Для предприятий, в которых имеется доля участия российского лица, требуются:
- Письменное заявления учредителей с просьбой произвести регистрацию создаваемого предприятия;
- Нотариально заверенные копии учредительных документов в двух экземплярах;
- Заключения соответствующих экспертиз, если это предусмотрено законодательством для данного случая;
- Для российских юридических лиц - нотариально заверенная копия решения собственника имущества о создании предприятия или копия решения уполномоченного им органа, а также нотариально заверенных копий учредительных документов для каждого участвующего в создании совместного предприятия российского юридического лица;
- Документ о платёжеспособности иностранного инвестора, выданного обслуживающим его банком или иным кредитно-финансовым учреждением (с заверенным переводом на русский язык);
- Выписки из торгового реестра страны происхождения или иного эквивалентного доказательства юридического статуса иностранного инвестора в соответствии с законодательством страны его местонахождения, гражданства или постоянного местожительства (с заверенным переводом на русский язык).

Для предприятий, полностью принадлежащих иностранным инвесторам требуются: 
- Письменное заявление на регистрацию от иностранного инвестора;
- Нотариально заверенная копия учредительных документов (в двух экземплярах);
- Документ о платёжеспособности иностранного инвестора, выданного обслуживающим его банком или иным кредитно-финансовым учреждением (с заверенным переводом на русский язык);
- Заключения соответствующих экспертиз в предусмотренных законом случаях.

Для филиалов предприятий с иностранными инвестициями и филиалов иностранных юридических лиц требуется:
- Заявление, подписанное руководителем предприятия, создающего филиал, с просьбой произвести его регистрацию;
- Нотариально заверенные копии выписки из решений компетентного органа управления предприятия о создании филиала;
- Нотариально заверенные копии положения о филиале (в двух экземплярах);
- Нотариально заверенная копия учредительных документов предприятия, создающего филиал;
- Для иностранного юридического лица - выписка из торгового реестра страны происхождения или иное эквивалентное доказательство его юридического статуса в соответствии с законодательством страны его местонахождения (с заверенным переводом на русский язык);
- Заключения соответствующих экспертиз в предусмотренных законом случаях.